# Принцип единства исторического и логического
Принцип единства исторического и логического — это принцип развития, включающего в себя процесс становления законов соответствующей области.
Применение принципа единства исторического и логического — это построение логической модели развивающейся системы. Принцип единства исторического и логического может быть эффективно применён лишь тогда, когда изучаемый процесс уже привёл к возникновению той качественной определённости изучаемых объектов, история которых должна быть отображена в логической модели их развития.
Рассматривая принцип единства исторического и логического, надо иметь в виду, что логическое отображение развития не может точно соответствовать реальному процессу развития, то есть действительной истории изучаемой области.
Логическая модель выявляет только необходимые связи, и история в такой модели представлена в исправленном виде, то есть такой, какой она должна быть в силу действия лишь внутренних факторов и специфических для неё законов.
Принцип единства исторического и логического был впервые сформулирован Гегелем и использован им в качестве одного из общих принципов диалектической логики. В дальнейшем разрабатывался К. Марксом.